# Mircea Stoenescu
Mircea Stoenescu (n. 11 octombrie 1943, București, România – d. 5 ianuarie 2022, Drăgășani, Vâlcea, România) a fost un fotbalist, fundaș central și arbitru. A arbitrat meciuri din prima ligă a României, Divizia A. El a fost și președinte la Dinamo București. A murit pe 5 ianuarie 2022, la vârsta de 78 de ani, la Drăgășani.

## Activitate competițională
Dinamo București
- Divizia A: 1961–62, 1970–71, 1972–73
- Cupa României: competitorul de pe locul 2: 1967–68,  1968–69, 1969–70, 1970–71

Dinamo Pitești
- Cupa României competitorul de pe locul 2: 1964–65